# Sarah Burney
Sarah Harriet Burney (* 29. August 1772 in Lynn Regis; † 8. Februar 1844 in Cheltenham) war eine englische Romanautorin. Sie war die Tochter des Musikwissenschaftlers und Komponisten Charles Burney und Halbschwester der Romanautorin und Tagebuchschreiberin Frances Burney.

## Leben
Sarah Burney wurde als Tochter von Charles Burney und seiner zweiten Frau, Elizabeth Allen, geboren. Die Beziehungen zu ihrer 20 Jahre älteren Halbschwester Frances (oder Fanny) scheinen gut gewesen zu sein und die beiden Halbschwestern scheinen sich ein Zimmer im Haus ihres Vaters in Chelsea geteilt zu haben.
1781 wurde sie mit ihrem Bruder Richard (1768–1808) nach Corsier-sur-Vevey in der Schweiz geschickt, um ihre Ausbildung zu vervollständigen, und kehrte wahrscheinlich 1783 zurück. Sie erwarb ausgezeichnete Kenntnisse der französischen und italienischen Sprache und fungierte mehrmals als Dolmetscherin für geflüchtete, französische Adelige.S. xxxvS. 214n Die Sympathie für die französischen Flüchtlinge teilte sie mit Frances. Als Sarah im August 1792 in Bradfield Hall, Suffolk, weilte, hieß es in Frances Tagebuch, sie lebe „von französischer Politik und mit französischen Flüchtlingen in Bradfield [dem Haus ihres angeheirateten Onkels Arthur Young], wo sie mit ausländischem Futter vollkommen zufrieden zu sein scheint.“S. 229 Frances kam im Oktober zu ihr. Die Schwestern freuten sich unter anderem über die Begegnung mit dem prominenten Sozialreformer Duc de Liancourt, auch wenn er an einer Stelle gegen Femmes de lettres wetterte.S. 231–48In einem Brief an ihren Vater über den Besuch fügte Frances hinzu: "Sarahs Französisch war [Liancourt] bei den Erklärungen mit Mr. und Mrs. Young von großem Nutzen."S. 251
Als Erwachsene pflegte Burney abwechselnd ihre alten Eltern in Chelsea (die Mutter bis 1796, den Vater von 1807 bis 1814) und arbeitete für den Lebensunterhalt zeitweise als Gouvernante und Gesellschafterin. Ihr Halbbruder, Konteradmiral James Burney (1750–1821), der sich von seiner Frau getrennt hatte, wollte zu seinem Vater und seiner Schwester ziehen, doch der Vater verbot dies und es kam zum Krach. Fanny Burney versuchte zunächst vergeblich, zwischen dem Vater und den Kindern zu vermitteln. Burney stattete ihrem Vater schließlich im April 1799 einen versöhnlichen Besuch ab. Sarah und James Burney teilten, in ärmlichen Verhältnissen lebend, sich in den Jahren 1798–1803 zunächst in Bristol und dann in London Wohnungen.S. xxxii ff.  Im Jahr 1807 zog Sarah Burney wieder zurück, um den Vater zu pflegen, aber ihre Beziehungen zu ihrem Vater blieben schlecht und sie erbte sehr wenig, als er 1814 starb.S. xiv
Von 1829 bis 1833 lebte sie in Italien, hauptsächlich in Florenz. Im Tagebuch von Henry Crabb Robinson, der sie 1829 in Rom traf, findet sich eine Erwähnung. In Italien traf sie mit ihrer Nichte und Briefpartnerin Charlotte Barrett (1786–1870) zusammen, die ihre beiden Töchter wegen Tuberkulose pflegte. Eine von ihnen starb, aber die andere, Julia Maitland, erholte sich später vollständig.S. lii
Das Leben in Italien war kostengünstiger, aber Burney fühlte sich dort zunehmend einsam. 1833 kehrte sie nach Großbritannien zurück und lebte in Bath. Trotz einer finanziellen Unterstützung durch Frances Burney, die ihr in ihrem Testament 1.000 Pfund vermachte, war sie knapp bei Kasse. Dies veranlasste sie dazu, zwei bereits begonnene Kurzromane zu überarbeiten und 1839 noch zu veröffentlichen.S. xxxv
Sarah Burney zog 1841 nach Cheltenham, wo sie drei Jahre später im Alter von 71 Jahren starb.S. xvi

## Werke
Sarah Burney schrieb insgesamt sieben Romane:
- Clarentine (1796 und noch einmal 1820)[9]
- Geraldine Fauconberg (1808)
- Traits of Nature (1812), französische Übersetzung als Tableaux de la nature (1812)
- Tales of Fancy: The Shipwreck (1816), französische Übersetzung als Le Naufrage (1816) und deutsche Übersetzung als Der Schiffbruch (1821)
- Tales of Fancy: Country Neighbours (1820)
- The Romance of Private Life: The Renunciation (1839)
- The Romance of Private Life: The Hermitage (1839)

Es scheint, dass Burneys Vater von ihrem ersten Werk, Clarentine, einem Sittenroman, wenig begeistert war. Es erschien anonym etwa zur gleichen Zeit wie Frances Burneys dritter Roman, Camilla, den er dagegen „leidenschaftlich förderte“. S. xii Die Figur des charmanten „Chevalier de Valcour“ soll eng an D'Arblay angelehnt gewesen sein. Eine Leserin von Clarentine, die ihn nicht mochte, war Jane Austen: "Wir [die Familie Austen] lesen Clarentine und sind überrascht, wie töricht es ist. Ich erinnere mich, dass es mir bei der zweiten Lektüre viel weniger gefiel als bei der ersten & es verträgt eine dritte überhaupt nicht. Es ist voll von unnatürlichem Verhalten & erzwungenen Schwierigkeiten, ohne irgendeinen auffallenden Verdienst." Geraldine Fauconberg, ein Briefroman, wurde ebenfalls anonym veröffentlicht, wie es unter Schriftstellerinnen zu dieser Zeit üblich war.
Ihr dritter Roman, Traits of Nature, war ein großer Erfolg, die erste Auflage war innerhalb von vier Monaten ausverkauft. Der Verleger, Henry Colburn, zahlte ihr 50 Pfund für jeden der fünf Bände von Traits of Nature, die unter ihrem eigenen Namen erschienen, obwohl er darauf bedacht war, dass sie nicht mit den Werken einer wahrscheinlich pseudonymen Caroline Burney verwechselt werden sollten, die 1809 und 1810 erschienen waren. Traits of Nature wurde im selben Jahr mindestens einmal nachgedruckt und war auch 1820 noch erhältlich. Es handelt sich um eine groß angelegte Darstellung der familiären und zwischenfamiliären Beziehungen in der Hauptstadt und auf dem Lande, mit starker Betonung des richtigen und falschen Verhaltens im moralischen Sinne.
Der Roman kommentiert ganze Aspekte des Lebens in den 1810er Jahren. Das schwarze Dienstmädchen Amy, das die siebenjährige Adela zu ihren Pflegeeltern begleitet, verlässt einen Haushalt, in dem Adelas Bruder Julius sie verspotten und mit rassistischen Beleidigungen überhäufen kann, und kommt in einen Haushalt, in dem sie freundlich, wenn auch nach modernen Maßstäben herablassend behandelt wird. Amy spielt bis zum Ende der Geschichte eine Rolle. Der anonyme Rezensent der Zeitschrift The Critical Review. hat eine Passage zitiert, in der der eigensinnige Bruder der Heldin Adela, Julius, seiner Cousine Barbara vorwirft, obskure Fremdsprachen zu lernen, aber „beschämend wenig von gutem, einfachem Englisch“ zu verstehen. Der Rezensent sah in den meisten Figuren eher „alte Bekannte nur in neuen Situationen“ als Originale. Nichtsdestotrotz bezeichnete er den Roman als gelungen und hob die Figur von Adelas eigensinnigem Bruder Julius als originell und gut gezeichnet hervor. Modernen Lesern mag auffallen, dass sich die Handlung auf eine Reihe von Zufällen stützt und die Enden etwas abrupt geknüpft sind. Das Buch wurde u. a. auch in der angesehenen Quarterly Review besprochen.
The Shipwreck (1816) brachte ihr 100 Pfund ein, und Country Neighbours (1820) erhielt unter anderem ein Glückwunschsonett von Charles Lamb, der mit Burney befreundet war.S. xii Von einigen Werken Sarah Burneys gab es amerikanische Ausgaben und französische Übersetzungen. Die beiden späten Romane, aus denen The Romance of Private Life besteht, wurden nur spärlich rezensiert, obwohl es 1840 eine amerikanische Ausgabe gab.
Sowohl Renunciation als auch The Hermitage sind Krimis mit schönen, tugendhaften Heldinnen, aber die Handlungen sind ansonsten nicht miteinander verbunden. Der erste ist auch 160 Jahre später noch gut zu lesen, obwohl die Schauplätze (Cheltenham, London, Paris und Italien) gründlicher entwickelt sind als die Figuren. Der ältere Beschützer, dem die Heldin auf ihrer Flucht aus Paris begegnet, könnte H. Crabb Robertson geähnelt haben. Die Auflösung ist herrlich kompliziert. Ähnliches lässt sich über The Hermitage sagen, aber hier scheint die Vermählung einer früheren Geschichte mit einem später komponierten Ende deutlicher zu sein, so dass der Schwung der Geschichte nach dem Mord etwas verloren geht, was zum Teil auf die Einführung einer ablenkend komischen Figur zurückzuführen ist, einer jungfräulichen Gefährtin, die mit der weitschweifigen „Miss Bates“ in Jane Austens Emma (1815) verglichen wurde. Mehrere Aspekte der Geschichte tauchen in Wilkie Collins’ The Moonstone (1868) auf: die Rückkehr einer Kindheitsgefährtin, die sexuelle Symbolik der Entjungferung, die das Verbrechen impliziert, und die fast katatonischen Reaktionen der Heldin auf die Entdeckung des Verbrechens.S. xxiv
Sarah Burneys positiver, aber bescheidener Ruf als Romanautorin zu ihrer Zeit wurde in einem Nachruf an ihren Vater zusammengefasst: „Eine noch jüngere Schwester folgte der Spur von Madame D['Arblay] mit beträchtlichem, wenn auch nicht gleichem Erfolg.“